# Somerset (Bermudy)
Somerset – miejscowość na Bermudach; 1000 mieszkańców (2006). Przemysł spożywczy.